# Shin Tekken Chinmi
Shin Tekken Chinmi (新 鉄拳チンミ) là một bộ truyện tranh nhiều tập được viết và vẽ minh họa bởi Takeshi Maekawa. Đây là phần hai của Tekken Chinmi. Được bắt đầu xuất bản bởi nhà xuất bản Kodansha.

## Nội dung

### Giải cứu Khu tự trị Hà Nam
Hoàng Phi Hồng là sư phụ quyền pháp của Thiếu Lâm Tự ở Tung Sơn, được trụ trì cử đi tới vùng đất tự trị Hà Nam ở vùng biên giới phía nam lãnh thổ Nhà Tống để tìm hiểu về tình hình của Hưng Lâm Tự (một ngôi chùa có quan hệ mật thiết với Thiết Lâm Tự). Hà Nam cách kinh thành rất xa, vây quanh là núi đồi hiểm trở. Vì thế triều đình Nhà Tống cho phép hưởng quy chế tự trị. Đất đai ở Hà Nam màu mỡ, nắng ấm quanh năm, cây cối phát triển.
Trên đường đi, Phi Hồng gặp và làm quen với Bốc Tín, một kiếm sĩ tự tu luyện và không giỏi võ công. Họ cùng đồng hành tới Hà Nam. Nhưng gặp một số rắc rối tại Cửa ải biên giới và không được phép vào Hà Nam. Họ ra khỏi ngoại vi cửa ải thì bị phục kích tấn công phải nhảy khỏi vực đá xuống một con sông để thoát thân. Trôi xuống một thác nước, họ được ông ngư dân Bào Lạc và người cháu Cát Lợi cứu vớt, giúp họ vượt qua cửa ải trên sông để vào Hà Nam. Sau đó họ tìm đường đến Hưng Lâm Tự mà không biết rằng Vệ Binh Hà Nam đã biết ông cháu ngư dân có chứa chấp người lạ và tới nhà bắt hết hai người đến Núi. Đến Hưng Lâm Tự, họ đụng độ và đánh bại một nhóm Vệ Binh trước khi gặp được người của Hưng Lâm Tự đang lẩn trốn, được sự giúp đỡ, Phi Hồng giải cứu thành công Bào Lạc và Cát Lợi. Sau đó Phi Hồng phát hiện được những điều bí mật của Hà Nam, nơi Hưng Lâm Tự bị xóa sổ bởi chính quyền mới, nơi người dân chịu sự áp bức dưới sự cai quản hà khắc của Tề Lôi. Phi Hồng đã cùng nhân dân tiến hành cuộc khởi nghĩa lật đổ chính quyền Tề Lôi với sự lãnh đạo của Phương Thuần (con gái của Vua Hà Nam tiền nhiệm trước khi bị Tề Lôi lật đổ) nổi dậy lật đổ Tề Lôi.
Bí mật của Tề Lôi là đang cho hoạt động một nhà máy sản xuất đại bác trong núi với nhân công là các tù nhân lao động khổ sai. Vào ngày giao đại bác cho khách hàng cũng là lúc cuộc khởi nghĩa nổ ra. Nhưng gặp khó khăn rất lớn khi phải đương đầu với Tào Tất - đội trưởng đội vệ binh và Đại tướng quân Bao Lỗ, 2 nhân vật cực kỳ nguy hiểm và thân tín nhất của Tề Lôi. Sau khi Phi Hồng đánh bại 2 cao thủ Tào Tất, Bao Lỗ, cùng với sự khống chế quân đội Tề Lôi của quân khởi nghĩa và Tề Lôi bị bắt sống. Cuộc khởi nghĩa chính thức thành công. Phương Thuần lên làm lãnh đạo mới, xây dựng lại Hà Nam. Vấn đề của Tề Lôi được báo cáo với triều đình Nhà Tống để giải quyết. Tín Bốc quyết định ở lại Hà Nam lập nghiệp, Phi Hồng lên đường trở về Thiếu Lam Tự.

### Giải cứu Căn cứ đảo Thuyền Quân
Sau khi thành công trong việc giúp nhân dân Hà Nam lật đổ chính quyền độc tài của Tề Lôi, Phi Hồng quay về Thiếu Lâm Tự. Không lâu sau, Phi Hồng nhận mật lệnh của Hoàng Thượng cùng hai cộng sự là Đan Đan và Từ Phương đến Đảo Thuyền Quân (căn cứ của Bộ tổng chi huy Thủy quân Nhà Tống) để âm thầm điều tra tình hình. Vì thời gian gần đây, các báo cáo từ Thủy quân có khác thường so với thực tế của Thủy quân Nhà Tống, đội quân chủ yếu đánh trên biển và bảo vể vùng duyên hải quốc gia. Căn cứ chỉ huy của Thủy quân là hòn đảo ngoài khơi tên là "Đảo Thuyền Quân".
Ba mật sứ (Phi Hồng, Đan Đan, Từ Phương) có mặt tại Cảng Hà Lệ (đô thị cảng biển gần Đảo Thuyền Quân). Nhân đợt tuyển mộ của Thủy Quân. Họ đã tham gia tuyển mộ để được lên đảo và gia nhập Thủy Quân thuận tiện cho điều tra. Biết được âm mưu của Hải Âm là tạo dựng một câu chuyện, đội tàu tuần tra của Đinh Long bị cướp biển chiếm, đội tàu của Hải Âm sẽ tấn công tiêu diệt đội tàu Đinh Long với lý do chính đáng. Vì thực tế đội tàu Đinh Long không hề bị cướp biển chiếm. Để rồi sau trận chiến này, Hải Âm có thể trở thành tư lệnh Thủy Quân.
Biết được âm mưu này, ba mật sứ theo lên đội tàu của Hải Âm. Khi hải chiến giữa hai đội tàu Đinh Long - Hải Âm diễn ra, ba mất sứ âm thầm đột nhập tàu chỉ huy của Thủy Quân (Hải Âm đang chỉ huy và giam lỏng đề đốc Thụy Vân sau khi ông biết mưu đồ của Hải Âm). Chiến đấu chống lại các binh lính trên tàu Hải Âm, Kình Mê và đội Hải binh số I.

## Nhân vật

### Nhân vật chính
| Tên nhân vật   | Vai trò                                                                                           | Năng lực chính | Tuyệt chiêu                               | Ghi chú           |
| -------------- | ------------------------------------------------------------------------------------------------- | -------------- | ----------------------------------------- | ----------------- |
| Hoàng Phi Hồng | Sư phụ Thiếu Lâm Tự                                                                               | Quyền pháp     | Nhất Chỉ Quyền Thông Bối Quyền Lôi Thần   |                   |
| Tín Bốc        |                                                                                                   | Kiếm pháp      |                                           | Khu tự trị Hà Nam |
| Phương Thuần   | Lãnh đạo Khởi nghĩa Hà Nam. Con gái Vua Hà Nam (tiền nhiệm Tề Lôi). Vua Hà Nam (kế nhiệm Tề Lôi). | Quyền pháp     |                                           | Khu tự trị Hà Nam |
| Từ Phương      | Đệ nhất côn pháp                                                                                  | Côn pháp       |                                           | Đảo Thuyền Quân   |
| Đan Đan        | Nam Đẩu Viên Cước                                                                                 | Quyền pháp     | Thiên Pháo Cước Túc Cân Lạc Hoàn Đầu Cước | Đảo Thuyền Quân   |

### Chính quyền Khu tự trị Hà Nam
| Tên nhân vật | Vai trò                                  | Năng lực chính | Tuyệt chiêu     | Ghi chú |
| ------------ | ---------------------------------------- | -------------- | --------------- | ------- |
| Tề Lôi       | Vua Khu tự trị Hà Nam                    |                |                 |         |
| Bao Lỗ       | Đại tướng quân Khu tự trị Hà Nam         | Quyền pháp     | Xuyên Khổng Phá | Tử vong |
| Tào Tất      | Đội trưởng Đội Vệ Binh Khu tự trị Hà Nam | Kiếm pháp      | Sử dụng ám khí  | Tử vong |

### Hải quân Nhà Tống
| Tên nhân vật | Vai trò                                 | Năng lực chính | Tuyệt chiêu | Ghi chú |
| ------------ | --------------------------------------- | -------------- | ----------- | ------- |
| Thụy Vân     | Đề đốc - Tổng tư lệnh Thủy quân         |                |             |         |
| Hải Âm       | Phó Đề đốc - Phó quan tư lệnh Thủy quân |                |             |         |

|                            |                            |  |                          |                          |  |                                      |                                      |  |                                   |  |  |                                         |                                         |  |                            |                            |  |
|                            |                            |  |                          |                          |  |                                      |                                      |  | Tư lệnh Thủy Quân Đô đốc Thụy Vân |  |  |                                         |                                         |  |                            |                            |  |
|                            |                            |  |                          |                          |  |                                      |                                      |  |                                   |  |  |                                         |                                         |  |                            |                            |  |
|                            |                            |  |                          |                          |  |                                      |                                      |  |                                   |  |  |                                         |                                         |  |                            |                            |  |
|                            |                            |  |                          |                          |  | Phó quan Thủy Quân Phó Đô đốc Hải Âm | Phó quan Thủy Quân Phó Đô đốc Hải Âm |  |                                   |  |  | Phó quan Thủy Quân Phó Đô đốc Đinh Long | Phó quan Thủy Quân Phó Đô đốc Đinh Long |  |                            |                            |  |
|                            |                            |  |                          |                          |  |                                      |                                      |  |                                   |  |  |                                         |                                         |  |                            |                            |  |
|                            |                            |  |                          |                          |  |                                      |                                      |  |                                   |  |  |                                         |                                         |  |                            |                            |  |
| Thuyền trưởng tàu Mao Trác | Thuyền trưởng tàu Mao Trác |  | Thuyền trưởng tàu Chu Di | Thuyền trưởng tàu Chu Di |  | Sĩ quan tham mưu Kình Di             | Sĩ quan tham mưu Kình Di             |  |                                   |  |  | Sĩ quan tham mưu Ban Tường              | Sĩ quan tham mưu Ban Tường              |  | Thuyền trường tàu Tái Viên | Thuyền trường tàu Tái Viên |  |